# Дрогобицька обласна рада депутатів трудящих III скликання
Дрогобицька обласна рада депутатів трудящих третього скликання — представницький орган Дрогобицької області 1950—1953 років.
Нижче наведено список депутатів Дрогобицької обласної ради 3-го скликання, обраних 17 грудня 1950 року. Всього до Дрогобицької обласної ради 3-го скликання було обрано 70 депутатів. До складу обласної ради обрано 49 чоловіків та 21 жінка. У числі депутатів: 10 робітників, 17 колгоспників, 43 представники радянської інтелігенції. 50 депутатів були членами чи кандидатами в члени ВКП(б).
| Прізвище, ім'я, по-батькові      | Місто чи район           | Виборчий округ          | Посада | Примітки |
| -------------------------------- | ------------------------ | ----------------------- | --- | -------- |
| Бичій Володимир Петрович         | Сколівський район        | Підгородецький № 40     | 1-й секретар Сколівського райкому ЛКСМУ                                                                            |          |
| Біла Марія Михайлівна            | Хирівський район         | Стар'явський № 57       | 2-й секретар Хирівського райкому ЛКСМУ                                                                             |          |
| Богоніс Григорій Іванович        | Рудківський район        | Рудківський № 32        | голова Рудківського райвиконкому                                                                                   |          |
| Бруч Микола Федорович            | Турківський район        | Турківський № 53        | голова колгоспу імені Леніна села Явора Турківського р-ну                                                          |          |
| Бурковський Анатолій Трохимович  | Миколаївський район      | Роздольський № 21       | завідувач Дрогобицького обласного відділу торгівлі                                                                 |          |
| Васильєв Василь Юхимович         | Сколівський район        | Сколівський № 38        | командир 73-го мото-механізованого Сілезького корпусу 13-ї армії Прикарпатського військового округу, генерал-майор |          |
| Вишотравка Петруня Пилипівна     | Турківський район        | Яворівський № 55        | голова Ільницької сільської ради Турківського р-ну                                                                 |          |
| Вільшанецький Федір Тимофійович  | Журавнівський район      | Подорожненський № 13    | голова Корчівської сільської ради Журавнівського р-ну                                                              |          |
| Гапало Софія Василівна           | Судововишнянський район  | Дидятицький № 52        | ланкова колгоспу імені XVI з'їзду КП(б)У села Великі Мокряни Судововишнянського р-ну                               |          |
| Геча Іван Дмитрович              | Старосамбірський район   | Скелівський № 44        | голова колгоспу імені Молотова села Страшевичі Старосамбірського р-ну                                              |          |
| Гльоц Марія Іванівна             | Добромильський район     | Новоміський № 4         | заступник голови колгоспу «Більшовик» («Вільна праця») села Болозів Добромильського р-ну                           |          |
| Городиський Ярослав Йосипович    | місто Дрогобич           | Дрогобицький № 65       | голова Дрогобицького міськвиконкому                                                                                |          |
| Гринчак Євстахій Михайлович      | місто Борислав           | Бориславський № 61      | буровий майстер Бориславської контори буріння тресту «Бориславнафта»                                               |          |
| Дейнега Катерина Антонівна       | Новострілищанський район | Бориницький № 29        | ланкова колгоспу імені Сталіна села Бориничі Новострілищанського р-ну                                              |          |
| Дмитрієв Василь Степанович       | Ходорівський район       | Берездовецький № 59     | 1-й секретар Ходорівського райкому КП(б)У                                                                          |          |
| Дяк Ганна Олексіївна             | Стрийський район         | Яблунівський № 45       | ланкова колгоспу імені Ватутіна села Добрівляни Стрийського р-ну                                                   |          |
| Журовський Микола Федорович      | Стрийський район         | Дашавський № 47         | голова колгоспу імені Тимошенка села Подорожнє Стрийського р-ну                                                    |          |
| Заєць Марія Василівна            | Самбірський район        | Самбірський № 34        | ланкова колгоспу імені Сталіна села Ралівка Самбірського р-ну                                                      |          |
| Зембович Францішек Іванович      | Крукеницький район       | Пнікутський № 17        | голова колгоспу імені Сталіна села Пнікут Крукеницького р-ну                                                       |          |
| Карпичев Олександр Семенович     | Мостиський район         | Волицький № 23          | обласний військовий комісар Дрогобицької області                                                                   |          |
| Козолович Ілля Іванович          | місто Борислав           | Бориславський № 60      | голова Бориславського міськвиконкому                                                                               |          |
| Колосовська Ганна Федорівна      | Старосамбірський район   | Старосамбірський № 43   | 1-й секретар Дрогобицького обкому ЛКСМУ                                                                            |          |
| Корінець Юстина Григорівна       | місто Стрий              | Стрийський № 69         | гайкорізниця Стрийського вагоноремонтного заводу                                                                   |          |
| Корнієцький Іван Платонович      | Добромильський район     | Добромильський № 3      | заступник голови Дрогобицького облвиконкому                                                                        |          |
| Костів Теофіль Ількович          | місто Дрогобич           | Дрогобицький № 64       | старший оператор Дрогобицького нафтоперегінного заводу № 2                                                         |          |
| Котов Георгій Федорович          | Новострілищанський район | Новострілищанський № 28 | секретар Дрогобицького облвиконкому                                                                                |          |
| Круглов Захар Михайлович         | Комарнівський район      | Підзвіринецький № 15    | завідувач Дрогобицького обласного відділу охорони здоров‘я                                                         |          |
| Кузьмяк Ганна Антонівна          | Самбірський район        | Барановецький № 35      | бригадир тракторної бригади Викотівської МТС Самбірського р-ну                                                     |          |
| Лавриков Василь Олексійович      | місто Самбір             | Самбірський № 67        | машиніст паровозного депо станції Самбір Львівської залізниці                                                      |          |
| Малишев Микола Іванович          | Боринський район         | Верхньовисоцький № 2    | начальник 5-го прикордонного загону МДБ СРСР (місто Турка)                                                         |          |
| Мамсуров Хаджі-Умар Джіорович    | Стрийський район         | Моршинський № 46        | командир 27-ї механізованої дивізії 38-ї армії Прикарпатського військового округу, генерал-майор                   |          |
| Матківський Микола Маркович      | Дублянський район        | Дублянський № 8         | голова колгоспу імені Сталіна села Сілець Дублянського р-ну                                                        |          |
| Матчишин Анастасія Степанівна    | Меденицький район        | Меденицький № 18        | оператор газової свердловини Опарського газопромислу Меденицького р-ну                                             |          |
| Михальська Ганна Семенівна       | Комарнівський район      | Комарнівський № 14      | завідувачка відділу по роботі серед жінок Комарнівського райкому КП(б)У                                            |          |
| Монастирська Ольга Павлівна      | Жидачівський район       | Жидачівський № 10       | вчителька, завідувачка навчальної частини Гніздичівської неповносередньої школи Жидачівського р-ну                 |          |
| Мороз Микола Тихонович           | Крукеницький район       | Крукеницький № 16       | начальник Дрогобицького обласного управління МДБ                                                                   |          |
| Овчаренко Павло Омелянович       | Рудківський район        | Чайковицький № 33       | начальник політвідділу Конюшко-Семенівської МТС Рудківського р-ну                                                  |          |
| Олексенко Степан Антонович       | Дрогобицький район       | Стебницький № 7         | 1-й секретар Дрогобицького обкому КП(б)У                                                                           |          |
| Олексяк Володимир Михайлович     | місто Стрий              | Стрийський № 70         | слюсар Стрийського машинобудівельного заводу імені Кірова                                                          |          |
| Откаленко Олександр Матвійович   | Нижанковицький район     | Нижанковицький № 24     | начальник Дрогобицького обласного управління сільського господарства                                               |          |
| Підуфалий Микола Васильович      | місто Стрий              | Стрийський № 68         | секретар партійної організації Стрийського вагоноремонтного заводу                                                 |          |
| Пізнак Федір Іванович            | Нижньо-Устрицький район  | Чорнянський № 27        | 1-й секретар Нижньо-Устрицького райкому КП(б)У                                                                     |          |
| Пурель Галина Андріївна          | Сколівський район        | Любинцівський № 39      | голова Дрогобицького обкому професійної спілки працівників початкових і середніх шкіл                              |          |
| Ревенко Петро Прокопович         | Самбірський район        | Чукв'янський № 36       | голова Самбірського райвиконкому                                                                                   |          |
| Ривко Адам Юркович               | Боринський район         | Боринський № 1          | голова Боринського райвиконкому                                                                                    |          |
| Резніченко Костянтин Федорович   | Миколаївський район      | Миколаївський № 20      | 1-й секретар Миколаївського райкому КП(б)У                                                                         |          |
| Роман Данило Петрович            | Судововишнянський район  | Судововишнянський № 51  | заступник голови Дрогобицького облвиконкому                                                                        |          |
| Саборанський Микола Пантелейович | Дрогобицький район       | Трускавецький № 5       | лісоруб Дрогобицького ліспромгоспу                                                                                 |          |
| Савуляк Анелія Федорівна         | Підбузький район         | Підбузький № 30         | ланкова колгоспу імені Леніна села Уріж Підбузького р-ну                                                           |          |
| Сивохіп Іван Федорович           | місто Самбір             | Самбірський № 66        | голова Самбірського міськвиконкому                                                                                 |          |
| Скороход Іван Кузьмич            | Хирівський район         | Хирівський № 56         | завідувач Дрогобицького обласного фінансового відділу                                                              |          |
| Скульська Софія Іванівна         | Ходорівський район       | Ходорівський № 58       | голова колгоспу «Зоря комунізму» села Бортники Ходорівського р-ну                                                  |          |
| Скульський Володимир Маркович    | Турківський район        | Вовченський № 54        | заступник голови Дрогобицького облвиконкому                                                                        |          |
| Смотрич Михайло Петрович         | Самбірський район        | Бабинський № 37         | начальник Дрогобицького обласного відділу місцевої промисловості                                                   |          |
| Соколова Марія Василівна         | місто Дрогобич           | Дрогобицький № 63       | заступник головного лікаря Дрогобицької обласної лікарні                                                           |          |
| Соляник Василь Павлович          | Підбузький район         | Новокропивницький № 31  | голова колгоспу імені Хрущова села Новий Кропивник Підбузького р-ну                                                |          |
| Станішевська Марія Миколаївна    | Нижанковицький район     | Гусаківський № 25       | ланкова колгоспу «Нове життя» села Циків Нижанковицького р-ну                                                      |          |
| Стукалов Костянтин Васильович    | місто Борислав           | Бориславський № 62      | головний інженер об'єднання «Укрнафта»                                                                             |          |
| Сухенко Володимир Панасович      | Стрийський район         | Грабовецький № 48       | завідувач Дрогобицького обласного відділу народної освіти                                                          |          |
| Тарапацька Катерина Степанівна   | Мостиський район         | Мостиський № 22         | ланкова колгоспу «30-річчя Радянської України» Мостиського р-ну                                                    |          |
| Тарнавський Ілля Євстахійович    | Дрогобицький район       | Снятинський № 6         | 2-й секретар Дрогобицького райкому КП(б)У                                                                          |          |
| Теньковський Михайло Гордійович  | Стрілківський район      | Стрілківський № 49      | голова Дрогобицької обласної планової комісії                                                                      |          |
| Тесля Григорій Терентійович      | Славський район          | Славський № 41          | артист Дрогобицького обласного драматичного театру                                                                 |          |
| Тимків Ганна Степанівна          | Стрілківський район      | Мшанецький № 50         | ланкова колгоспу імені Ворошилова села Ясениця-Замкова Стрілківського р-ну                                         |          |
| Токарчик Михайло Ількович        | Нижньо-Устрицький район  | Нижньо-Устрицький № 26  | голова Лобізв'янської сільської ради Нижньо-Устрицького р-ну                                                       |          |
| Хамандяк Павло Петрович          | Меденицький район        | Грушівський № 19        | голова Меденицького райвиконкому                                                                                   |          |
| Чепіжак Єфросинія Федорівна      | Дублянський район        | Корналовицький № 9      | заступник голови Дрогобицького облвиконкому                                                                        |          |
| Шкрибинець Михайло Васильович    | Славський район          | Тухольківський № 42     | голова Тухольківської сільської ради Славського р-ну                                                               |          |
| Штефан Михайло Миколайович       | Журавнівський район      | Журавнівський № 12      | 2-й секретар Дрогобицького обкому КП(б)У                                                                           |          |
| Яворський Іван Йосипович         | Жидачівський район       | Рудянський № 11         | голова Дрогобицького облвиконкому                                                                                  |          |

30 грудня 1950 року відбулася 1-а сесія обласної ради. Головою облвиконкому обраний Яворський Іван Йосипович. Обрані заступниками голови облвиконкому: Роман Данило Петрович, Корнієцький Іван Платонович, Скульський Володимир Маркович, Чепіжак Єфросинія Федорівна. Секретарем облвиконкому обраний Котов Георгій Федорович.